# Nicolai Eigtved
Nicolai Eigtved, geboren als Niels Madsen Eigtved (* 4. Juni 1701 in Egtved, Sjælland, Dänemark; † 7. Juni 1754 in Kopenhagen) war ein dänischer Architekt, Innenarchitekt und ab 1735 königlich dänischer Hofbaumeister.

## Leben
Eigtved war der Sohn des Mads Nielsen und der Dorthe Hansdatter. Er war in den 1730er bis 1740er Jahren in Dänemark ein führender Repräsentant des Rokoko, gemeinsam mit seinem Kollegen und Rivalen Laurids de Thurah. Er baute einige der berühmtesten Bauwerke Dänemarks in einer bis heute unerreichten Anzahl.
Er hatte Gärtnerei und Baukunst gelernt und ging dann auf Wanderschaft, wo er in Merseburg und Berlin als Gärtnergeselle arbeitete. 1725 kam er nach Warschau, wo er 1726 als Kondukteur beim Oberst Pöppelmann angestellt wurde. Durch ihn kam er zum polnischen König August den Starken, den er mehrfach auf Reisen begleitete. 1729 wurde er zum sächsischen Ingenieur-Leutnant ernannt. Das Zeithainer Lustlager von 1730 war das „Spektakel des Jahrhunderts“, wo auch einige Entwürfe von Eigtved realisiert wurden. Vor allem traf er dort den dänischen General von Löwenden, der ihn überredete, in dänische Dienste zu treten. So erhielt er 1733 als Ingenieur-Hauptmann seine Entlassung und kehrte nach Dänemark zurück, wo ihn König Christian VI. in seine Dienste nahm. Auf Kosten des Königs wurde er für drei Jahre nach Italien geschickt, wo er seine Baukunst vervollkommnen sollte.

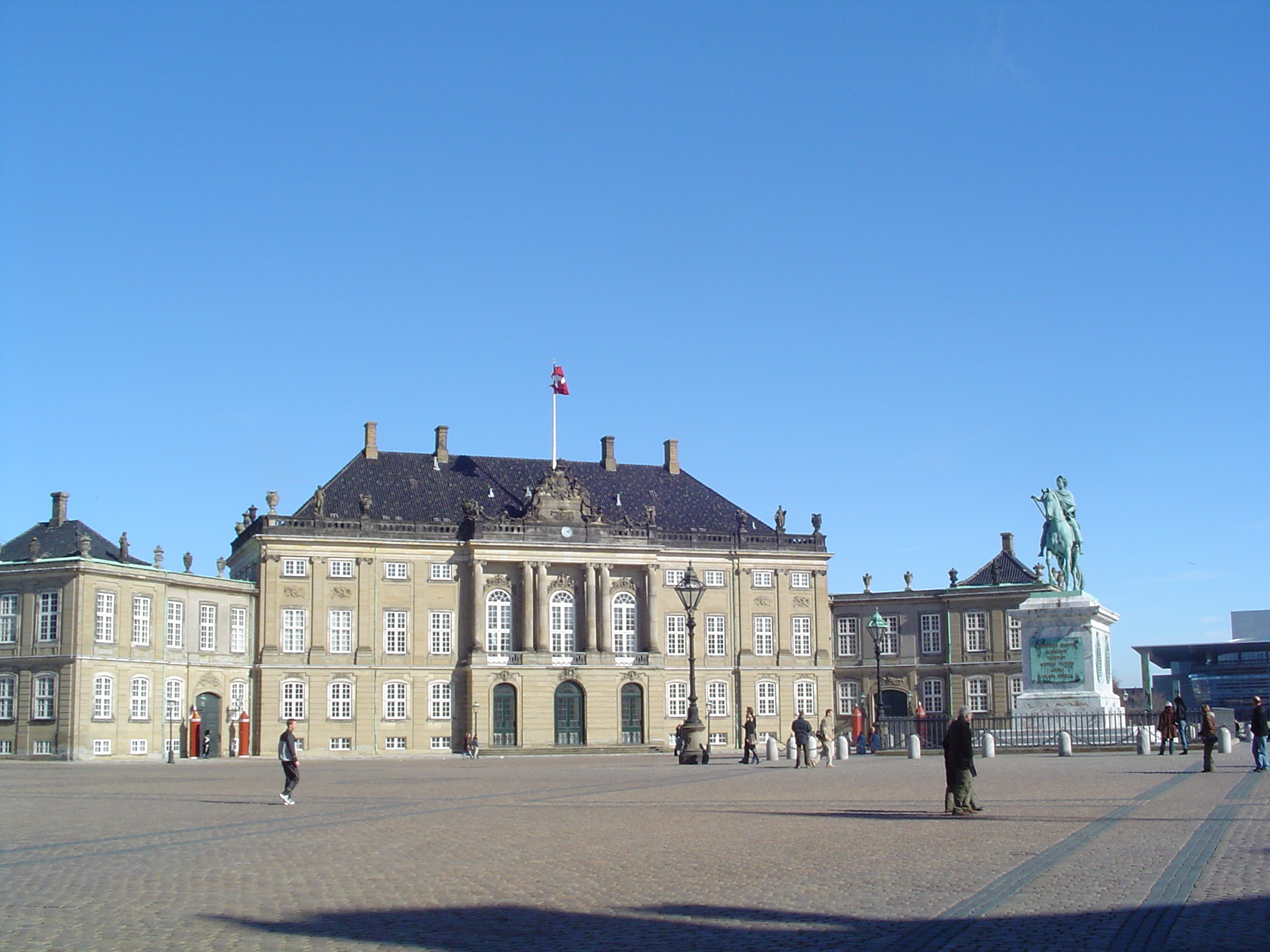
Schloss Amalienborg, Sitz der Königsfamilie

Deshalb war er es, der ab 1748 nicht nur die Planung der neuen Frederiksstaden (heute ein Stadtteil von Kopenhagen), sondern u. a. auch die Anlage des Amalienborg-Platzes und den Bau der Frederikskirche (auch: Marmorkirche, dän.: Frederikskirken) und des Schlosses Amalienborg mit seinen vier Palais, heute Sitz der Königsfamilie, übernehmen sollte. Eigtved erstellte einen Plan für die Häuser und musste allen Bauten seine Zustimmung geben. So schuf er sowohl durch seine eigenen Bauten als auch durch seine Zensur ein Stadtviertel, das zu einem der schönsten seiner Epoche wurde. Die Fertigstellung nach Eigtveds Tod wurde dem französischen Architekten Nicolas-Henri Jardin (1720–1799) übertragen, der den Neoklassizismus als neuen Architekturstil der Zeit in Dänemark einführte.
Von 1744 bis 1751 baute Eigtved im schleswig-holsteinischen Drage das Schloss Friedrichsruh. Auch war er maßgeblich an der Gründung der Königlich Dänischen Kunstakademie beteiligt, deren erster Präsident er ab 1751 war und die ihren Platz im Schloss Charlottenborg nahm.

## Familie
Eigtved heiratete 1743 die Kammerzofe der Prinzessin Louise Sophia Christina Walter. Das Paar hatte einen Sohn und drei Töchter.